# Eugenio Montuori
Eugenio Montuori (Pesaro, 16 luglio 1907 – Roma, 4 gennaio 1982) è stato un architetto italiano.

## Biografia
Nato a Pesaro nel 1907, nel 1932 si laureò in Architettura all'Università di Roma e nel corso della sua attività professionale si ispirò ai principi del razionalismo italiano. 
Seguendo i dettami del razionalismo, ampliò il piano urbanistico di fondazione della città di Carbonia (redatto inizialmente da Cesare Valle e Ignazio Guidi nel 1937-38), nella zona geografica del Sulcis in Sardegna; questo secondo piano di urbanizzazione prevedeva che la città potesse essere in grado di ospitare 35.000 abitanti. Partecipò, inoltre, alla realizzazione delle città di Sabaudia e della sopracitata Carbonia, e della cittadina carbonifera di Pozzo Littorio d'Arsia, oggi Piedalbona, nell'Istria croata. 
Nel secondo dopoguerra fu tra i vincitori, insieme con Leo Calini e lo studio Vitellozzi, del concorso per il completamento della nuova stazione Termini la cui costruzione era stata interrotta nel 1943 per le vicende belliche e la caduta del regime fascista. 

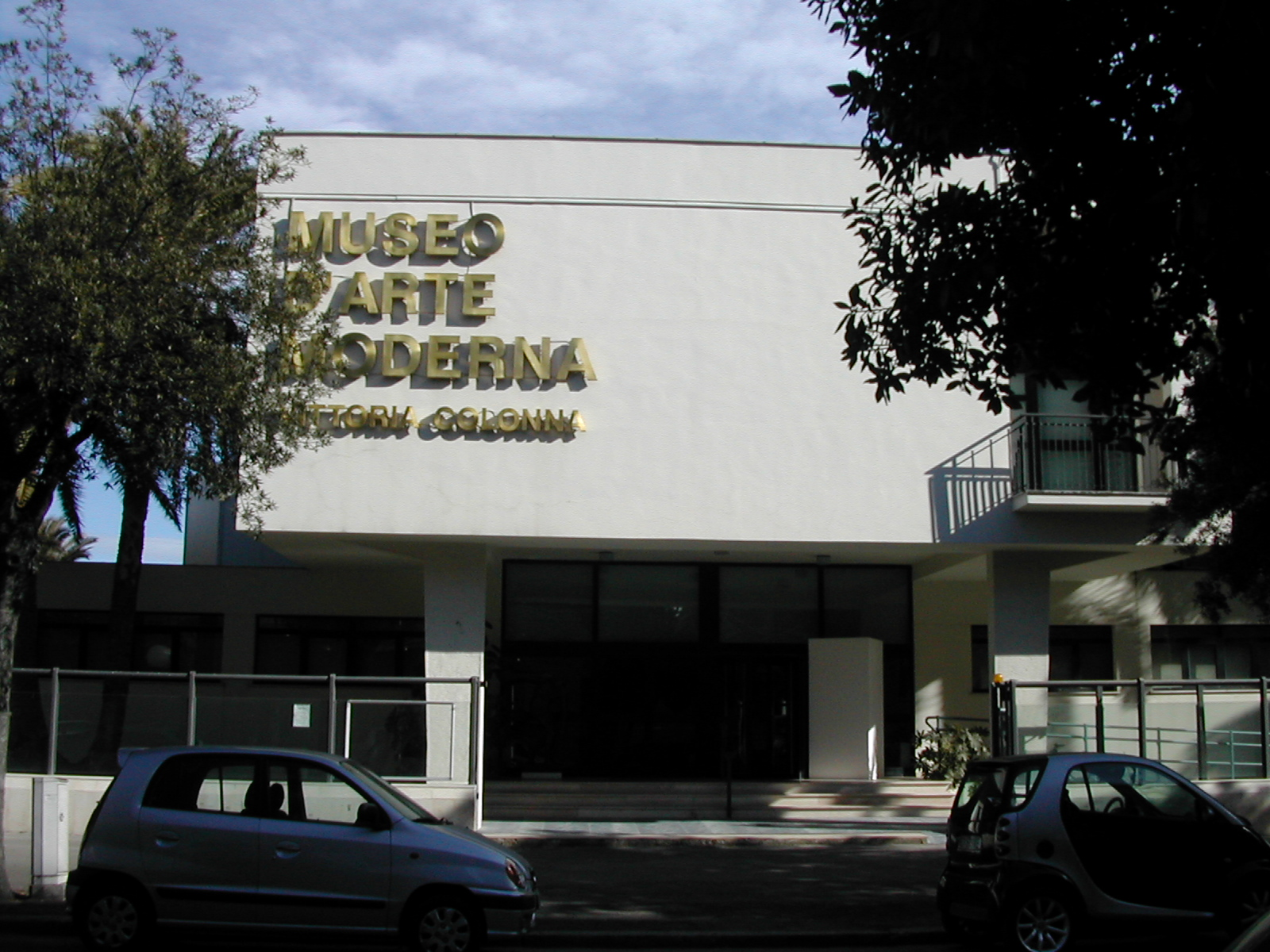
Palazzo Montuori a Pescara, sede del Museo d'arte moderna "Vittoria Colonna"

Partecipò, nell'ambito del piano INA-Casa, ai progetti di edificazione a Roma delle case popolari di Valco San Paolo e di Torre Spaccata. Insieme con Giuseppe Nicolosi, realizzò, sempre a Torre Spaccata, la chiesa parrocchiale Santa Maria Regina Mundi. 
Collaborò con l'architetto Adalberto Libera a diversi progetti tra i quali il cinema Airone di Roma, con gli affreschi di Capogrossi. Progettò un edificio pescarese oggi sede del Museo d'arte moderna "Vittoria Colonna".
Morì a Roma, a settantaquattro anni, nel 1982.